# Ferrocarril en Albania
La red ferroviaria albanesa es la red de líneas de ferrocarril en territorio de Albania. En la actualidad, la red ferroviaria albanesa cuenta únicamente con líneas de ancho estándar. La red ferroviaria está compuesta principalmente por las líneas de conexión creadas durante la República Socialista de Albania, algunas de ellas modificadas para remodelar o crear nuevas estaciones férreas en la década de 2010.

## Historia

### Construcción
La primera línea férrea de ancho estándar del país no se construyó hasta 1947/48, aunque algunas líneas de vía estrecha (decauville) se construyeron previamente a la Primera Guerra Mundial. Actualmente existe un único enlace internacional con Montenegro, el ferrocarril de Podgorica-Shkodër, que solo es utilizado para el tráfico de mercancías, y cuya última estación en Albania es la estación de ferrocarril de Bajzë.
El sistema ferroviario fue ampliamente promovido por el gobierno de Enver Hoxha, durante el cual se prohibió el uso del transporte privado por carretera. Después de 1947, la construcción de la red ferroviaria fue una importante empresa de infraestructura que incluyó a todo el país, ya que Albania era considerada como el único estado en Europa que no tenía un servicio ferroviario estándar. En 1987, se terminaron de construir 677 km de vías ferroviarias en total que unen los principales centros urbanos e industriales por primera vez desde el final de la Segunda Guerra Mundial. El transporte ferroviario fue el principal método de transporte hasta 1990, año en el que se registraban cerca de 12 millones de pasajeros anuales. Después del colapso del comunismo, la red cayó en el olvido.

### Deterioro
Desde el colapso del antiguo estado socialista, ha habido un aumento considerable en la propiedad de automóviles y el uso de autobuses. Aunque algunas de las carreteras secundarias del país todavía están en muy malas condiciones, ha habido otros desarrollos (como la construcción de una autopista entre Tirana, Durrës y otras ciudades) que han reducido mucho el tráfico de ferrocarriles.
Hacia 2010, la mayor parte de la flota de trenes y ferrocarriles de la red ferroviaria albanesa tenían más de 40 años. El transporte de pasajeros había caído hasta el medio millón de pasajeros anuales.

### Proyectos de modernización
A partir de 2015, algunas estaciones y trenes a lo largo de la línea Durrës-Tirana están siendo renovados y repintados. Además, se ha presupuestado una moderna vía electrificada que supondrá un desembolso de entre 80 y 95 millones de euros. Se espera que la línea dé servicio a 1,4 millones de pasajeros anuales una vez se concluya.

## Operador
El operador de todas las líneas ferroviarias del país ha sido, desde la década de 1940 en que se comenzó la red hasta la actualidad, la empresa pública Hekurudha Shqiptare (en albanés: Ferrocarriles Albaneses).

### Líneas principales
Las líneas principales del país son:
- Ferrocarril Durrës-Tirana (Temporalmente redirigida a Kashar)
- Ferrocarril Durrës-Peqin (Actualmente modificada)
- Ferrocarril Durrës-Vlorë (Diario)
- Ferrocarril Shkodër-Vorë (Diario)
- Ferrocarril Podgorica–Shkodër (Uso intermitente. Exclusivo de mercancías)
- Línea Kashar-Tirana (Diario)
- Línea Rrogozhinë–Elbasan–Librazhd (Diario)

### Pasajeros
| Pasajeros anuales de la red ferroviaria de Albania |
|                                                    |
| (Cifras expresadas en miles)                       |